# César/Bester Kurzfilm
Der César in der Kategorie Bester Kurzfilm (Meilleur court métrage) wird seit 1977 verliehen. Die Mitglieder der Académie des Arts et Techniques du Cinéma vergeben ihre Auszeichnungen für die besten Filmproduktionen und Filmschaffenden rückwirkend für das vergangene Kinojahr.
Von 1991 bis 2010 traten in dieser Preiskategorie neben Kurzspielfilmen auch Kurzanimationsfilme an; davor hatten kurze Animationsfilme von 1977 bis 1990 ihre eigene Kategorie Bester animierter Kurzfilm (Meilleur court métrage d’animation). In dieser Zeit hieß die Kurzfilmkategorie abgrenzend „Meilleur court métrage de fiction“. Seit 2014 haben kurze Animationsfilme wieder ihre eigene Kategorie.
Die unten aufgeführten Filme werden mit ihrem deutschen Verleihtitel (sofern vorhanden) angegeben, danach folgt in Klammern in kursiver Schrift der französische Originaltitel und der Name des Regisseurs. Die Gewinner stehen hervorgehoben an erster Stelle.

## 1970er-Jahre
1977
Comment ça va, je m’en fous – Regie: François de Roubaix
- Chaleurs d’été – Regie: Jean-Louis Leconte
- Le destin de Jean-Noël – Regie: Gabriel Auer
- L’enfant prisonnier – Regie: Jean-Michel Carre
- L’hiver approche – Regie: Georges Bensoussan
- La nuit du beau marin peut-être – Regie: Frank Verpillat

1978
500 grammes de foie de veau – Regie: Henri Glaeser
- Le blanc des yeux – Regie: Henri Colombier
- Je veux mourir dans la patrie de Jean-Paul Sartre – Regie: Mosco Boucault
- Sauf dimanches et fêtes – Regie: François Ode
- Temps souterrain – Regie: David Andras

1979
Dégustation maison – Regie: Sophie Tatischeff
- Le chien de Monsieur Michel – Regie: Jean-Jacques Beineix
- Jeudi 7 avril – Regie: Peter Kassovitz
- L’ornière – Regie: François Dupeyron

## 1980er Jahre
1980
Colloque de chiens – Regie: Raúl Ruiz
- Nuit féline – Regie: Gérard Marx
- Sibylle – Regie: Robert Cappa

1981
Toine – Regie: Edmond Séchan
- Le bruit des jambes de Lucie – Regie: Anne Quesemand
- La découverte – Regie: Arthur Joffé
- Vive la mariée – Regie: Patrice Noïa

1982
Les photos d’Alix – Regie: Jean Eustache
- Cher Alexandre – Regie: Anne Lemonier
- Le concept subtil – Regie: Gérard Krawczyk
- Le rat noir d’Amérique – Regie: Jérôme Enrico

1983
Bluff – Regie: Philippe Bensoussan
- Canta Gitano – Regie: Tony Gatlif
- Merlin ou le cours de l’or – Regie: Arthur Joffé
- La saisie – Regie: Yves-Noël François

1984
Star suburb – Regie: Stéphane Drouot
- Coup de feu – Regie: Magali Clément
- Panique au montage – Regie: Olivier Esmein
- Toro Moreno – Regie: Gérard Krawczyk

1985
Première classe – Regie: Mehdi El Glaoui
- La combine de la girafe – Regie: Thomas Gilou
- Homicide by Night – Regie: Gérard Krawczyk
- Premiers mètres – Regie: Pierre Levy
- Oiseau de sang – Regie: Frédéric Rippert

1986
Grosse – Regie: Brigitte Roüan
- La consultation – Regie: Radovan Tadic
- Dialogue de sourds – Regie: Bernard Nauer
- Juste avant le mariage – Regie: Jacques Deschamps
- Le livre de Marie – Regie: Anne-Marie Miéville

1987
La goula – Regie: Roger Guillot
- Alger la blanche – Regie: Cyril Collard
- Les arcandiers – Regie: Manuel Sanchez
- Bel ragazzo – Regie: Georges Bensoussan
- Boccetta revient de guerre – Regie: Jean-Pierre Sinapi
- Bol de jour – Regie: Henri Gruvman
- Le bridge – Regie: Gilles Dagneau
- Deobernique – Regie: Raymond Gourrier, Celia Canning
- Une fille – Regie: Henri Herré
- Joseph M – Regie: Jacques Cluzaud
- Le maître-chanteur – Regie: Mathias Ledoux
- Pauline-épaulettes – Regie: Stéphanie de Mareuil
- La poupée qui tousse – Regie: Farid Lahouassa
- Sur les talus – Regie: Laurence Ferreira Barbosa
- Synthétique opérette – Regie: Olivier Esmein
- Le torero hallucinogène – Regie: Stéphane Clavier
- Triple sec – Regie: Yves Thomas
- Zambinella – Regie: Catherine K. Galodé

1988
Présence féminine – Regie: Éric Rochant
- D’après Maria – Regie: Jean-Claude Robert
- Pétition – Regie: Jean-Louis Comolli

1989
Lamento – Regie: François Dupeyron
- Big Bang – Regie: Eric Woreth
- Une femme pour l’hiver – Regie: Manuel Flèche
- New York 1935 – Regie: Michèle Ferrand-Lafaye

## 1990er Jahre
1990
Lune froide – Regie: Patrick Bouchitey
- Ce qui me meut – Regie: Cédric Klapisch
- Vol nuptial – Regie: Dominique Crèvecoeur

1991
Foutaises – Regie: Jean-Pierre Jeunet
- Deux pièces/cuisine – Regie: Philippe Harel
- Final – Regie: Irène Jouannet
- Uhloz – Regie: Guy Jacques

1992
25 décembre 58, 10h36 – Regie: Diane Bertrand
- Hermann Heinzel, ornithologue – Regie: Jacques Mitsch
- Ich hör’ nicht mehr die Gitarre (Haut pays des neiges) – Regie: Bernard Palacios
- La saga des glaises – Regie: David Ferré, Olivier Théry-Lapiney

1993
Eine Nacht in Versailles (Versailles Rive Gauche) – Regie: Bruno Podalydès
- Le balayeur – Regie: Serge Elissalde
- Hammam – Regie: Florence Miailhe
- Omnibus – Regie: Sam Karmann

1994
Gueule d’atmosphère – Regie: Olivier Péray
- Empreintes – Regie: Camille Guichard
- Ex-memoriam – Regie: Beriou
- Das Leben der Anderen (Comment font les gens) – Regie: Pascale Bailly

1995
La vis – Regie: Didier Flamand
- Deus ex Machina – Regie: Vincent Mayrand
- Elles – Regie: Joanna Quinn
- Emilie Muller – Regie: Yvon Marciano

1996
Der Mönch und der Fisch (Le moine et le poisson) – Regie: Michael Dudok de Wit
- Le bus – Regie: Jean-Luc Gaget
- Corps inflammables – Regie: Jacques Maillot
- Roland – Regie: Lucien Dirat

1997
Madame Jacques sur la croisette – Regie: Emmanuel Finkiel
- Gipfelgespräch (Dialogue au sommet) – Regie: Xavier Giannoli
- Ein Sommerkleid (Une robe d’été) – Regie: François Ozon
- Un taxi pour Aouzou – Regie: Issa Serge Coelo
- Une visite – Regie: Philippe Harel

1998
Funkenmariechen im Weltall (Des majorettes dans l’espace) – Regie: David Fournier
- Alles muss raus (Tout doit disparaître) – Regie: Jean-Marc Moutout
- Die alte Dame und die Tauben (La vieille dame et les pigeons) – Regie: Sylvain Chomet
- Ferrailles – Regie: Laurent Pouvaret
- Seule – Regie: Erick Zonca

1999
L’interview – Regie: Xavier Giannoli
- Les pinces à linge – Regie: Joël Brisse
- Tueurs de petits poissons – Regie: Alexandre Gavras
- La vache qui voulait sauter par dessus l’église – Regie: Guillaume Casset
- La vieille barrière – Regie: Lyèce Boukhitine

## 2000er Jahre
2000
Dreckige Bastarde (Sale battars) – Regie: Delphine Gleize
- À l’ombre des grands baobabs – Regie: Rémy Tamalet
- Acide animé – Regie: Guillaume Bréaud
- Camping sauvage – Regie: Giordano Gederlini
- Rue Bleue – Regie: Chad Chenouga

2001
Un petit air de fête – Regie: Éric Guirado 

Salam – Regie: Souad El-Bouhati (ex aequo)
- Am Ende der Welt (Au bout du monde) – Regie: Konstantin Bronsit
- Der Brunnen (Le puits) – Regie: Jérôme Boulbès

2002
Au premier dimanche d’août – Regie: Florence Miailhe
- Les filles du douze – Regie: Pascale Breton
- Millevaches (Expérience) – Regie: Pierre Vinour
- Des morceaux de ma femme – Regie: Frédéric Pelle
- La pomme, la figue et l’amande – Regie: Joël Brisse

2003
Peau de vache – Regie: Gérald Hustache-Mathieu
- Der alte Traum lässt uns nicht los (Ce vieux rêve qui bouge) – Regie: Alain Guiraudie
- Candidature – Regie: Emmanuel Bourdieu
- Squash – Regie: Lionel Bailliu

2004
Der Mann ohne Kopf (L’homme sans tête) – Regie: Juan Solanas
- Die andalusische Katze (La chatte andalouse) – Regie: Gérald Hustache-Mathieu
- J’attendrai le suivant … – Regie: Philippe Orreindy
- Pacotille – Regie: Éric Jameux

2005
Cousines – Regie: Lyes Salem
- Hymne à la gazelle – Regie: Stéphanie Duvivier
- La méthode Bourchnikov – Regie: Grégoire Sivan
- Les parallèles – Regie: Nicolas Saada

2006
After shave – Regie: Hany Tamba
- Fährte der Angst (La peur, petit chasseur) – Regie: Laurent Achard
- Obras – Regie: Hendrick Dusollier
- Sous le bleu – Regie: David Oelhoffen

2007
Fais de beaux rêves – Regie: Marilyne Canto
- Bonbon au poivre – Regie: Marc Fitoussi
- La leçon de guitare – Regie: Martin Rit
- Le mammouth Pobalski – Regie: Jacques Mitsch
- Les volets – Regie: Lyèce Boukhitine

2008
Mozart der Taschendiebe (Le Mozart des pickpockets) – Regie: Philippe Pollet-Villard
- Irgendwo in Afrika (Deweneti) – Regie: Dyana Gay
- Premier voyage – Regie: Grégoire Sivan
- Rachel – Regie: Frédéric Mermoud
- Der Spaziergang (La promenade) – Regie: Marina de Van

2009
Les miettes – Regie: Pierre Pinaud
- Neben der Spur (Skhizein) – Regie: Jérémy Clapin
- Les paradis perdus – Regie: Hélier Cisterne
- Taxi Wala – Regie: Lola Frederich
- Une leçon particulière – Regie: Raphaël Chevènement

## 2010er Jahre
2010
C’est gratuit pour les filles – Regie: Claire Burger und Marie Amachoukeli
- ¿Dónde está Kim Basinger? – Regie: Édouard Deluc
- La raison de l’autre – Regie: Foued Mansour
- Séance familiale – Regie: Cheng-Chui Kuo
- Les Williams – Regie: Alban Mench

2011
Logorama – Regie: H5
- Monsieur l’abbé – Regie: Blandine Lenoir
- Petit tailleur – Regie: Louis Garrel
- Une pute et un poussin – Regie: Clément Michel
- Un transport en commun – Regie: Dyana Gaye

2012
L’accordeur – Regie: Olivier Treiner
- La France qui se lêve tôt – Regie: Hugo Chesnard
- J’aurais pu être une pute – Regie: Baya Kasmi
- Je pourrais être votre grand-mère – Regie: Bernard Tanguy
- Eine Welt ohne Frauen (Un monde sans femmes) – Regie: Guillaume Brac

2013
Le cri du homard – Regie: Nicolas Guiot
- Ce n’est pas un film de cow-boys – Regie: Benjamin Parent
- Kein Zutritt (Les meutes) – Regie: Manuel Schapira
- La vie parisienne – Regie: Vincent Dietschy
- Was von uns bleibt (Ce qu’il restera de nous) – Regie: Vincent Macaigne

2014
Avant que de tout perdre – Regie: Xavier Legrand
- Bambi – Regie: Sébastien Lifshitz
- La fugue – Regie: Jean-Bernard Marlin
- Les lézards – Regie: Vincent Mariette
- Marseille la nuit – Regie: Marie Monge

2015
La femme de Rio – Regie: Emma Luchini, Nicolas Rey
- Aïssa – Regie: Clément Tréhin-Lalanne
- Inupiluk – Regie: Sébastien Betbeder
- Les jours d’avant – Regie: Karim Moussaoui
- Où je mets ma pudeur – Regie: Sébastien Bailly
- La virée à Paname – Regie: Carine May, Hakim Zouhani

2016
La contre-allée – Regie: Cécile Ducrocq
- Le dernier des Céfrans – Regie: Pierre-Emmanuel Urcun
- Essaie de mourir jeune – Regie: Morgan Simon
- Guy Môquet – Regie: Demis Herenger
- Mon héros – Regie: Sylvain Desclous

2017
Maman(s) – Regie: Maïmouna Doucouré

Vers la tendresse – Regie: Alice Diop (ex aequo)
- Après Suzanne – Regie: Félix Moati
- Der Klang der Glöckchen (Au bruit des clochettes) – Regie: Chabname Zariab
- Träume jagen (Chasse royale) – Regie: Lise Akoka und Romane Gueret

2018
Les Bigorneaux – Regie: Alice Vial
- Le bleu blanc rouge de mes cheveux – Regie: Josza Anjembe
- Debout Kinshasa! – Regie: Sébastien Maître
- Heldin meiner Kindheit (Marlon) – Regie: Jessica Palud
- Les misérables – Regie: Ladj Ly

2019
Kleine Angestellte (Les petites mains) – Regie: Rémi Allier
- Braguino – Regie: Clément Cogitore
- Les Indes galantes – Regie: Clément Cogitore
- Kapitalistis – Regie: Pablo Muñoz Gomez
- Laissez-moi danser – Regie: Valérie Leroy

## 2020er Jahre
2020
Pile poil – Regie: Lauriane Escaffre und Yvonnick Muller
- Beautiful Loser – Regie: Maxime Roy
- Le chant d’Ahmed – Regie: Foued Mansour
- Chien bleu – Regie: Fanny Liatard und Jérémy Trouilh
- Nefta Football Club – Regie: Yves Piat

2021
Qu’importe si les bêtes meurent – Regie: Sofia Alaoui
- L’aventure atomique – Regie: Loïc Barché
- Baltringue – Regie: Josza Anjembe
- Erste Abschiede (Un adieu) – Regie: Mathilde Profit
- Je serai parmi les amandiers – Regie: Marie Le Floc’h

2022
Die Junggesellen (Les mauvais garçons) – Regie: Elie Girard
- Im zarten Alter (L’âge tendre) – Regie: Julien Gaspar-Oliveri
- Le départ – Regie: Saïd Hamich Benlarbi
- Anständige Leute (Des gens bien) – Regie: Maxime Roy
- Soldat noir – Regie: Jimmy Laporal-Trésor

2023
Raus aus der Provinz (Partir un jour) – Regie: Amélie Bonnin
- Haut les cœurs – Regie: Adrian Moyse Dullin
- König David (Le roi David) – Regie: Lila Pinell
- Les vertueuses – Regie: Stéphanie Halfon

2024
L’attente – Regie: Alice Douard
- Boléro – Regie: Nans Laborde-Jourdàa
- Rapide – Regie: Paul Rigoux
- Les silencieux – Regie: Basile Vuillemin

2025
Der Mann, der nicht schweigen wollte (Čovjek koji nije mogao šutjeti) – Regie: Nebojša Slijepčević
- Boucan – Regie: Salomé Da Souza
- Ce qui appartient à César – Regie: Violette Gitton
- Queen Size  – Regie: Avril Besson